# Genoa Cricket and Football Club 1927-1928
Questa voce raccoglie le informazioni riguardanti il Genoa Cricket and Football Club nelle competizioni ufficiali della stagione 1927-1928.

## Stagione
Nella stagione 1927-1928 il Genoa si piazza in seconda posizione nel girone finale alle spalle del Torino che vince lo scudetto.

## Divise
La maglia per le partite casalinghe presentava i colori attuali (anche se la dicitura ufficiale era rosso granato e blu) ma a differenza di oggi il blu era posizionato a destra.

## Organigramma societario
Area direttiva
- Presidente: Vincent Ardissone
- Vicepresidente: Ernesto Ghiorzi

Area tecnica
- Allenatore: Renzo De Vecchi

## Rosa
| N. |                   | Ruolo | Calciatore       |
| -- | ----------------- | ----- | ---------------- |
|    | Italia (bandiera) | P     | Enrico Carzino   |
|    | Italia (bandiera) | P     | Giovanni De Prà  |
|    | Italia (bandiera) | D     | Ottavio Barbieri |
|    | Italia (bandiera) | D     | Delfo Bellini    |
|    | Italia (bandiera) | D     | Renzo De Vecchi  |
|    | Italia (bandiera) | D     | Umberto Lombardo |
|    | Italia (bandiera) | D     | Orlando Tognotti |
|    | Italia (bandiera) | C     | Guido Aycard     |
|    | Italia (bandiera) | C     | Mario Benvenuto  |
|    | Italia (bandiera) | C     | Ercole Bodini    |

| N. |                   | Ruolo | Calciatore               |
| -- | ----------------- | ----- | ------------------------ |
|    | Italia (bandiera) | C     | Luigi Burlando           |
|    | Italia (bandiera) | C     | Alfredo Marchionneschi   |
|    | Italia (bandiera) | C     | Mario Parodi             |
|    | Italia (bandiera) | C     | Giovanni Puerari         |
|    | Italia (bandiera) | C     | Quinto Rosso             |
|    | Italia (bandiera) | A     | Edoardo Catto            |
|    | Italia (bandiera) | A     | Giovanni Chiecchi (III)  |
|    | Italia (bandiera) | A     | Amato Gastaldi           |
|    | Italia (bandiera) | A     | Virgilio Felice Levratto |
|    | Italia (bandiera) | A     | Romano Rinesi            |

## Calciomercato
| Acquisti | Acquisti               | Acquisti     | Acquisti |
| R.       | Nome                   | da           | Modalità |
| -------- | ---------------------- | ------------ | -------- |
| D        | Delfo Bellini          | Inter        |          |
| C        | Mario Benvenuto        | ?            |          |
| C        | Ercole Bodini          | Cremonese    |          |
| A        | Giovanni Chiecchi      | Verona       |          |
| C        | Alfredo Marchionneschi | Sestrese     |          |
| C        | Mario Parodi           | Andrea Doria |          |
| C        | Giovanni Puerari       | Fortitudo    |          |
| A        | Romano Rinesi          | Spezia       |          |
| D        | Orlando Tognotti       | Spezia       |          |

| Cessioni | Cessioni               | Cessioni     | Cessioni |
| R.       | Nome                   | a            | Modalità |
| -------- | ---------------------- | ------------ | -------- |
| C        | Luigi Ferro            | Derthona     |          |
| A        | Giovanni Gallotti      | Spezia       |          |
| A        | Dezső Gencsy           | Ritirato     |          |
| C        | Emilio Guidi Miglietta | Spes Genova  |          |
| D        | Daniele Moruzzi        | La Dominante |          |
| C        | Giacomo Narizzano      | Roma         |          |
| A        | Domenico Oliva         | Genovese     |          |
| C        | Dario Pratoverde       | Fiorentina   |          |
| C        | Félix Romano           | RC France    |          |
| D        | Augusto Scappini       | Acqui        |          |
| C        | Luigi Scappini         | Libero       |          |
| C        | Dante Valentino        | Libero       |          |

## Risultati

### Girone di andata
| Arbitro: | Barlassina (Novara) |

|                      |           |                |
| G. Chiecchi 12’, 69’ | Marcatori | 35’ Baloncieri |

| Arbitro: | Turbiani (Ferrara) |

|  |           |               |
|  | Marcatori | E. Bodini 24’ |

| Arbitro: | Giorgi (Milano) |

|                                                       |           |  |
| G. Chiecchi 56’ 68’ E. Bodini 72’ Levratto 86’ (rig.) | Marcatori |  |

| Arbitro: | Caironi (Milano) |

|              |           |                            |
| Vecchina 32’ | Marcatori | Chiecchi III 20’ Catto 71’ |

| Arbitro: | Osti (Ferrara) |

|                                                   |           |  |
| E. Bodini 8’, 86’ G. Chiecchi 46’ 52’ Puerari 77’ | Marcatori |  |

| Arbitro: | Mattea (Casale Monf.) |

|              |           |             |
| Torriani 47’ | Marcatori | 16’ Puerari |

| 20 novembre 1927 7ª giornata |  | – Turno di riposo del Genoa |  |  |

| Arbitro: | R. Barlassina (Novara) |

|                                                           |           |                          |
| Catto 11’ G. Chiecchi 20’ Levratto 34’, 38’ E. Bodini 42’ | Marcatori | 70’ Casanova 79’ Baruzzi |

| Arbitro: | U.Gama (Milano) |

|                      |           |                           |
| O. Ravani 87’ (rig.) | Marcatori | 1’ E. Bodini 10’ Levratto |

| Arbitro: | Scarpi (Dolo) |

|                             |           |  |
| Catto 50’ Levratto 51’, 80’ | Marcatori |  |

| Arbitro: | A.Gama (Milano) |

|                         |           |  |
| Levratto 7’ Puerari 43’ | Marcatori |  |

### Girone di ritorno
| Arbitro: | Caironi (Milano) |

|                              |           |  |
| Baloncieri 30’ Libonatti 72’ | Marcatori |  |

| Genova 25 dicembre 1927 13ª giornata | Genoa              | 0 – 0 | Brescia | Campo di Via del Piano\| Arbitro: \| Malagodi (Ferrara) \| |
| Arbitro:                             | Malagodi (Ferrara) |       |         |                                                            |

| Arbitro: | Mangano (Milano) |

|             |           |                   |
| Bodrato 41’ | Marcatori | 49’, 65’ Levratto |

| Arbitro: | Casetta (Milano) |

|                                                     |           |             |
| Levratto 45’ E. Bodini 58’ Levratto 74’, 82’ (rig.) | Marcatori | 24’ Bonello |

| Arbitro: | Giorgi (Milano) |

|                                |           |  |
| C. Villa 7’ L. Bajardi 9’, 25’ | Marcatori |  |

| Arbitro: | R. Barlassina (Novara) |

|               |           |              |
| E. Bodini 48’ | Marcatori | 26’ Torriani |

| 5 febbraio 1928 18ª giornata |  | – Turno di riposo del Genoa |  |  |

| Arbitro: | Sganzetta (Torino) |

|  |           |                                  |
|  | Marcatori | 6’ Gastaldi 20’ Catto 86’ Rinesi |

| Arbitro: | Ferro (Milano) |

|                                                        |           |               |
| Levratto 19’ Bellini 30’ G. Chiecchi 37’ E. Bodini 58’ | Marcatori | 86’ Corsanini |

| Arbitro: | Mattea (Casale Monf.) |

|                        |           |               |
| Ghisi 69’ M. Costa 88’ | Marcatori | 27’ E. Bodini |

| Arbitro: | Bonello (Venezia) |

|                                                  |           |  |
| Ferrari 27’ Banchero 36’ Gandini 82’ Viviano 90’ | Marcatori |  |

### Girone finale andata
| Arbitro: | Osti (Ferrara) |

|  |           |                                            |
|  | Marcatori | 3’ G. Chiecchi 44’ Levratto 80’, 90’ Catto |

| Arbitro: | Turbiani (Ferrara) |

|                                                           |           |  |
| G. Chiecchi 46’, 63’, 87’ E. Bodini 72’ Levratto 89’, 90’ | Marcatori |  |

| Arbitro: | Casetta (Milano) |

|                                                                          |           |              |
| Barisone 7’ Bonivento 33’ L. Cevenini 42’, 58’ Munerati 74’ Galluzzi 86’ | Marcatori | 59’ Levratto |

| Arbitro: | R. Barlassina (Novara) |

|                      |           |                          |
| G. Chiecchi 35’, 43’ | Marcatori | 4’ Ostromann 77’ Pastore |

| Arbitro: | Enrietti (Torino) |

|                        |           |                |
| Schiavio 10’, 48’, 80’ | Marcatori | 3’ G. Chiecchi |

| Arbitro: | Osti (Ferrara) |

|                    |           |             |
| E. Bodini 32’, 69’ | Marcatori | 31’ Vezzani |

| Arbitro: | A.Gama (Milano) |

|                                                                 |           |               |
| Cattaneo 2’ Ferrari 35’ Chierico 52’ Banchero 54’ Bertolini 66’ | Marcatori | 73’ De Vecchi |

### Girone finale ritorno
| Arbitro: | Turbiani (Ferrara) |

|               |           |             |
| E. Bodini 69’ | Marcatori | 31’ Vezzani |

| Arbitro: | Mattea (Casale Monf.) |

|                     |           |                            |
| Bernardini 20’, 88’ | Marcatori | 33’ De Vecchi 36’ Burlando |

| Arbitro: | Asei Conte (Vercelli) |

|             |           |                           |
| Aigotti 84’ | Marcatori | 18’ G. Chiecchi 39’ Catto |

| Arbitro: | U.Gama (Milano) |

|                                            |           |  |
| Levratto 13’ G. Chiecchi 44’ E. Bodini 49’ | Marcatori |  |

| Arbitro: | Mattea (Casale Monf.) |

|                          |           |  |
| Levratto 73’ Puerari 75’ | Marcatori |  |

| Arbitro: | Carraro (Padova) |

|                                                           |           |              |
| Libonatti 1’ Vezzani 2’ Baloncieri 31’ Libonatti 43’, 49’ | Marcatori | 39’ Levratto |

| Arbitro: | Barlassina (Novara) |

|                             |           |             |
| G. Chiecchi 57’ Puerari 64’ | Marcatori | 24’ Ferrari |